# افو ایراسا
افو ایراسا (انگلیسی: Affo Erassa؛ زادهٔ ۱۹ فوریهٔ ۱۹۸۳) یک بازیکن فوتبال اهل توگو است.
وی همچنین در تیم ملی فوتبال توگو بازی کرده‌است.